# Liga de Béisbol Profesional de la República Dominicana 2019-20
La temporada 2019-2020 de la Liga de Béisbol Profesional de la República Dominicana fue la 66.ª edición de este campeonato. La temporada regular comenzó el 12 de octubre de 2019 y finalizó el 19 de diciembre de 2019. El Todos contra Todos o Round Robin inició el 21 de diciembre de 2019 y finalizó el 15 de enero de 2020 y se extendió con 2 juegos extras más debido a un triple empate (primera vez en la historia del Round Robin): el 16 de enero los Leones del Escogido visitaron a las Águilas Cibaeñas, en dicho partido las Águilas salieron con la victoria y al día siguiente, 17 de enero visitaron a los Tigres del Licey, donde el equipo azul salió por la puerta grande luego de un maratónico partido, aplazado al día siguiente (18 de enero) debido a constantes lluvias. La Serie Final se llevó a cabo, iniciando el 20 de enero y concluyendo el 28 de enero de 2020 con el triunfo de los Toros del Este quienes ganan su tercer título.
La temporada fue dedicada a la memoria del exvicepresidente y excanciller de la República Dominicana, Carlos Morales Troncoso.